# Kunz Niere
Kunz Niere war 1376 Bürgermeister der Reichsstadt Heilbronn.

## Leben und Wirken
Im Jahr 1376 war Kunz Niere Bürgermeister der Stadt Heilbronn und besiegelte am 23. November 1376 einen Kaufvertrag zwischen Hans Lutwin und dem Grafen von Wirtemberg.